# Герб Волынского воеводства
Герб Волынского воеводства (пол. Herb województwa wołyńskiego) — официальный символ Волынского воеводства Великого княжества Литовского и Речи Посполитой.
Волынское воеводство образовано в 1566 году в составе Великого княжества Литовского, но в 1569 году включено в состав Королевства Польского (Малопольская провинция). Существовало до ликвидации в 1795 году.

## Официальный герб
Польский герб Волынского воеводства впервые упомянут в привилее о восстановлении Волынской земли в Королевстве Польском в 1569 году — в пункте 10 было указано, чтобы при древнем знаке (серебряный крест в красном поле) изображается белый орёл — герб Королевства Польского. Однако в труде польского историка Бартоша Папроцкого «Гнездо добродетели…» (1578) герб Волынского воеводства изображён без орла. Постановлением Сейма от 18 апреля 1589 года, касавшимся «Трибуналов Волынского и Брацлавского воеводств», устанавливались также новый герб и гербовая печать для Волынского воеводства с изображением креста, а поверх него — орла (пол. To jest, z Województwa Wołyńskiego Herbowe piecząci krzyż, a na krzyżu orzeł). Однако на печатях воеводства и его поветов расположение креста и орла было долгое время самым разнообразным.
То, что орёл должен быть на красном щитке уточнено позже. В целом можно говорить, что новый герб утверждён в 1589 году и это был: красный щит с серебряным крестом, в центре которого польский щиток, это символизировало переход Волыни из состава Великого княжества Литовского в состав Польской Короны.

## История
Изображения креста как символа правителей Волыни присутствует на монетах волынского князя Любарта, последнего правителя Галицко-Волынского княжества (1340—1383), и его сына Фёдора (1384—1387). На оборотной стороне таких монет фигурирует лев Галицкой Руси.
Раньше считалось, что древнейшие изображения герба Волыни в виде креста встречается на больших печатях великого князя Литовского и русского Витовта 1404 и 1407 годов. На них представлены герб Великого княжества Литовского — Погоня, Трокский — пехотинец, Смоленский — медведь, а также крест. В то время Юго-западная Русь была составной частью Великого княжества Литовского и Русского и второй по значению землёй после Литвы. Однако в Гербовнике Линцениха (1430-е) данный герб подписан как «новгородский» (nowengrote) и символизировал земли Великого Новгорода, на которые Витовт претендовал и где в 1389—92, 1407—08 и 1414—12 годах был наместником его брат — князь Лугвений.
В некоторых немецких гербовниках Волыни приписывали литовскую погоню — на красном щите белый рыцарь на белом коне; в руке рыцарь держит чёрный щит с белым крестом.
После включения воеводства в состав Польской Короны было принято решение добавить на герб польского коронного орла. Но точного описания не было. В 1589 году была указано, что орёл должен располагаться в центре креста. В некоторых источниках указано, что белый одноглавый орёл без короны расположен на белом щитке. Но на практике орёл редко изображался на гербе и на Волыне в дальнейшем чаще использовался герб в виде геральдического креста.
В 1672 году в Посольском приказе Русского царства разработана «Большая государева книга, или Корень российских государей» («Титулярник») царя Алексея Михайловича, где также изображён «герб Волынский»: белый крест на красном щите.

Геральдический крест до 1569 г.
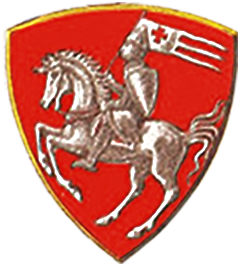
Герб Волынского княжества, 1313 г. Рисунок 1885 г.
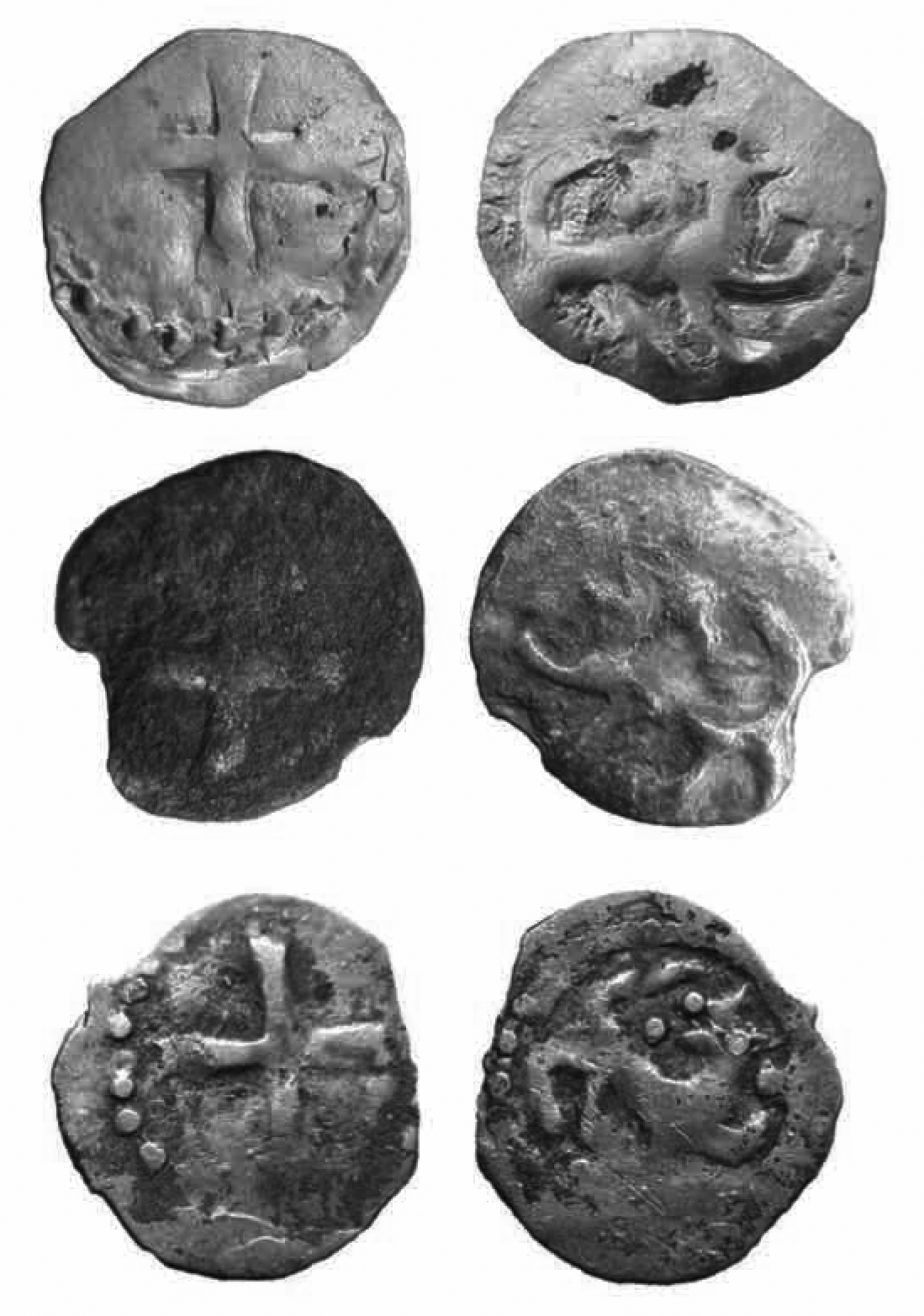
Монеты Любарта и Фёдора Гедиминовичей, 1340—1393
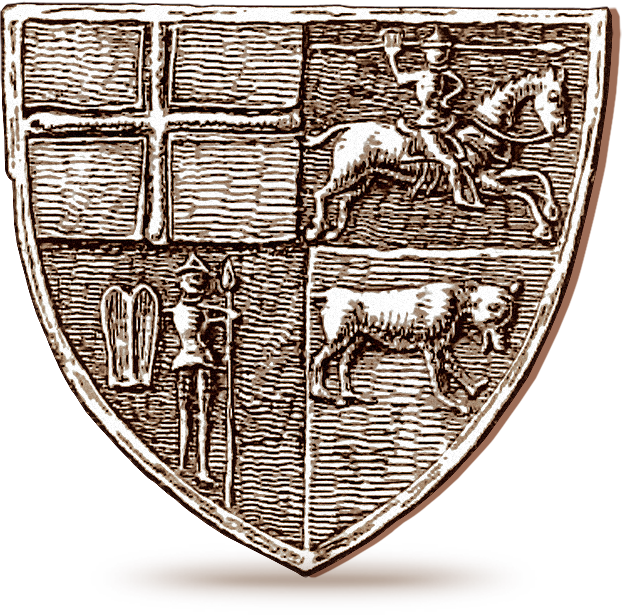
Геральдический крест на печати Витовта, 1404
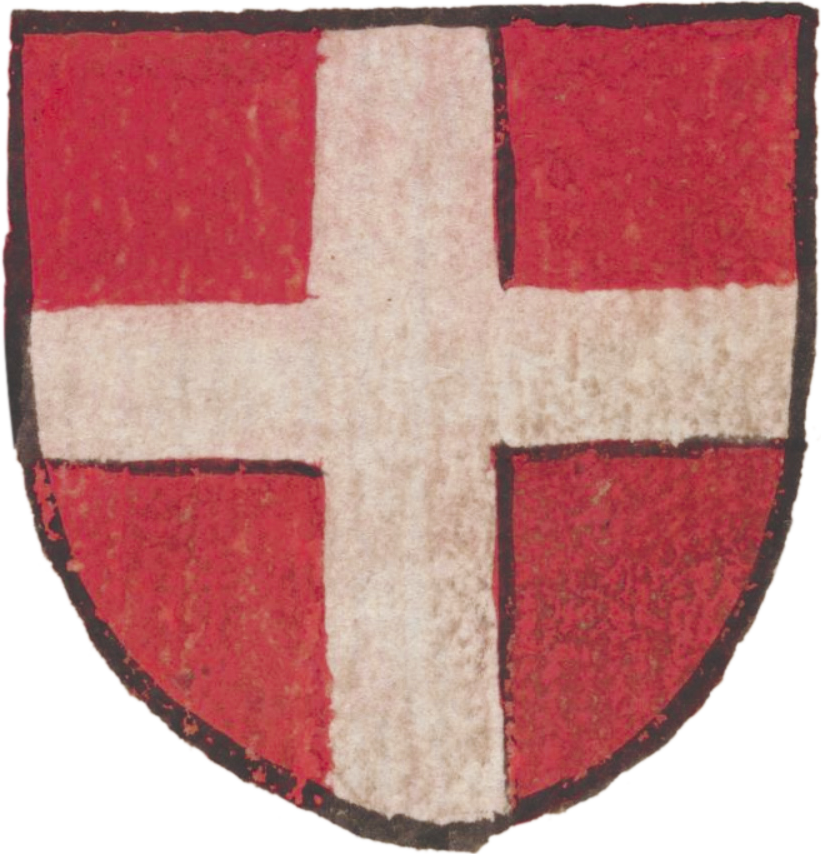
Герб «новгородский» (nowengrote). Гербовник Линцених, 1420—30 гг.
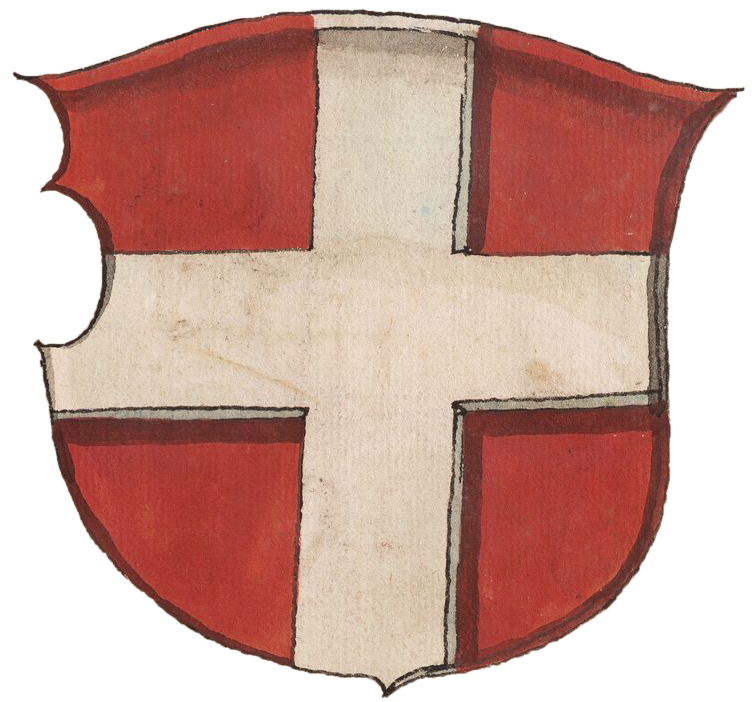
Геральдический крест из гербовника Stemmata Polonica, 1555
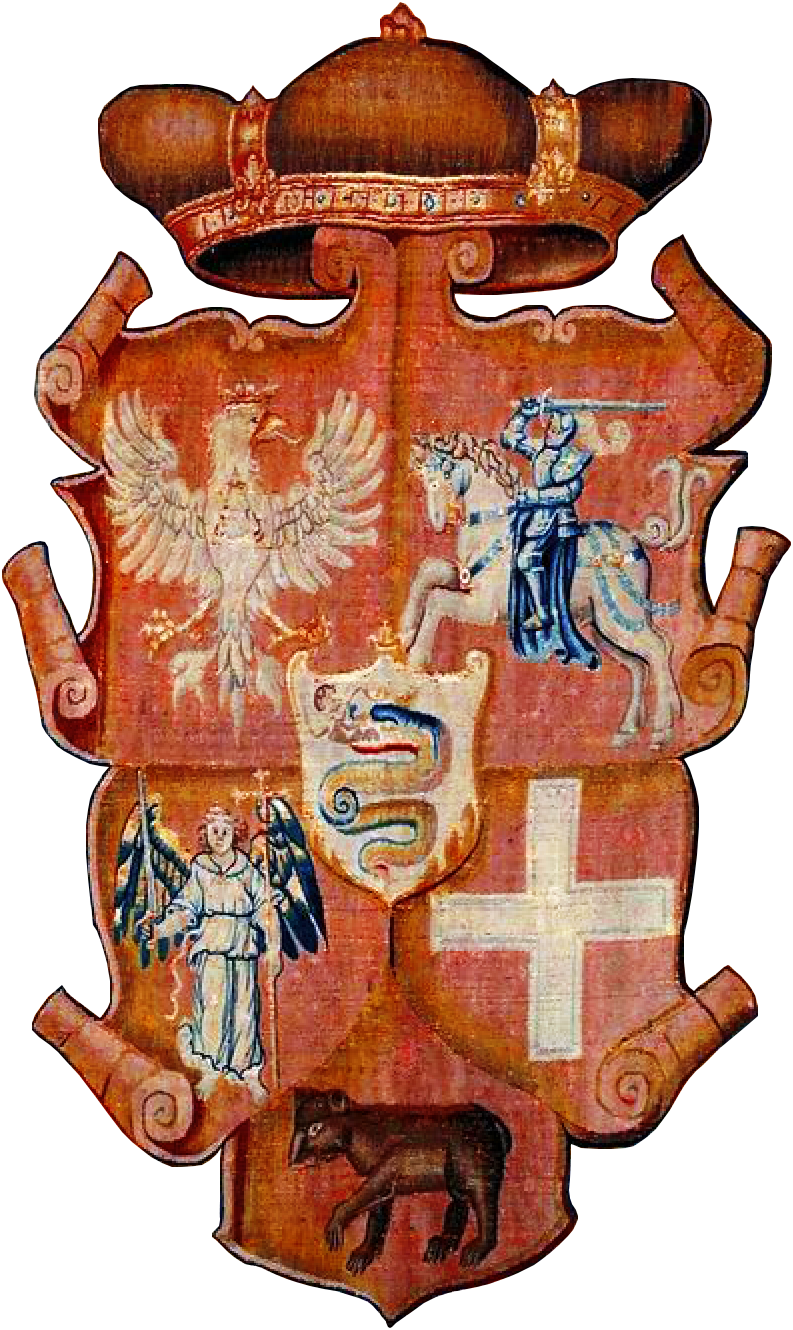
Геральдический крест на гербе Сигизмунда-Августа, гобелен, 1548

Герб Волынского воеводства
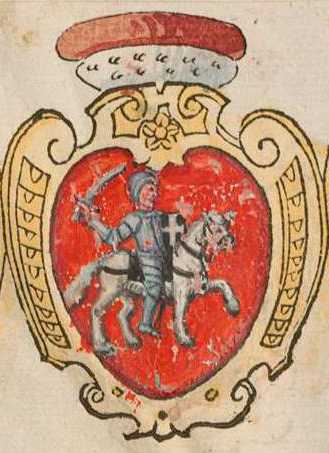
Из немецкого гербовника Großes Wappenbuch, до 1586
Из Kronika Polska Марцина Бельского, 1597
Печать Луцкого повета, 1589
Печать Владимирского повета, 1608
Печать Волынского воеводства, 1634
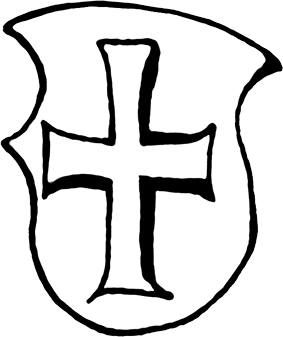
Герб из польского издания Статута ВКЛ, 1614 г.
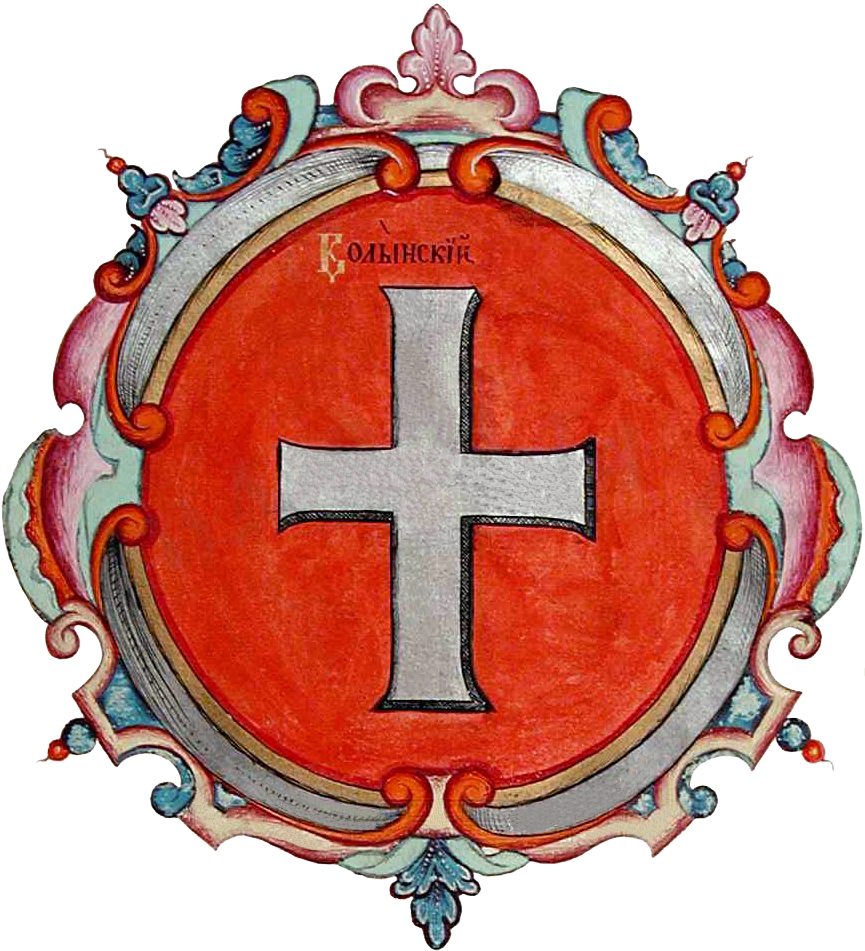
Герб Волынский из Царского титулярника, 1672
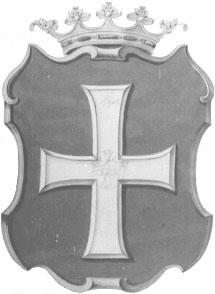
Акварельный рисунок 1720 года
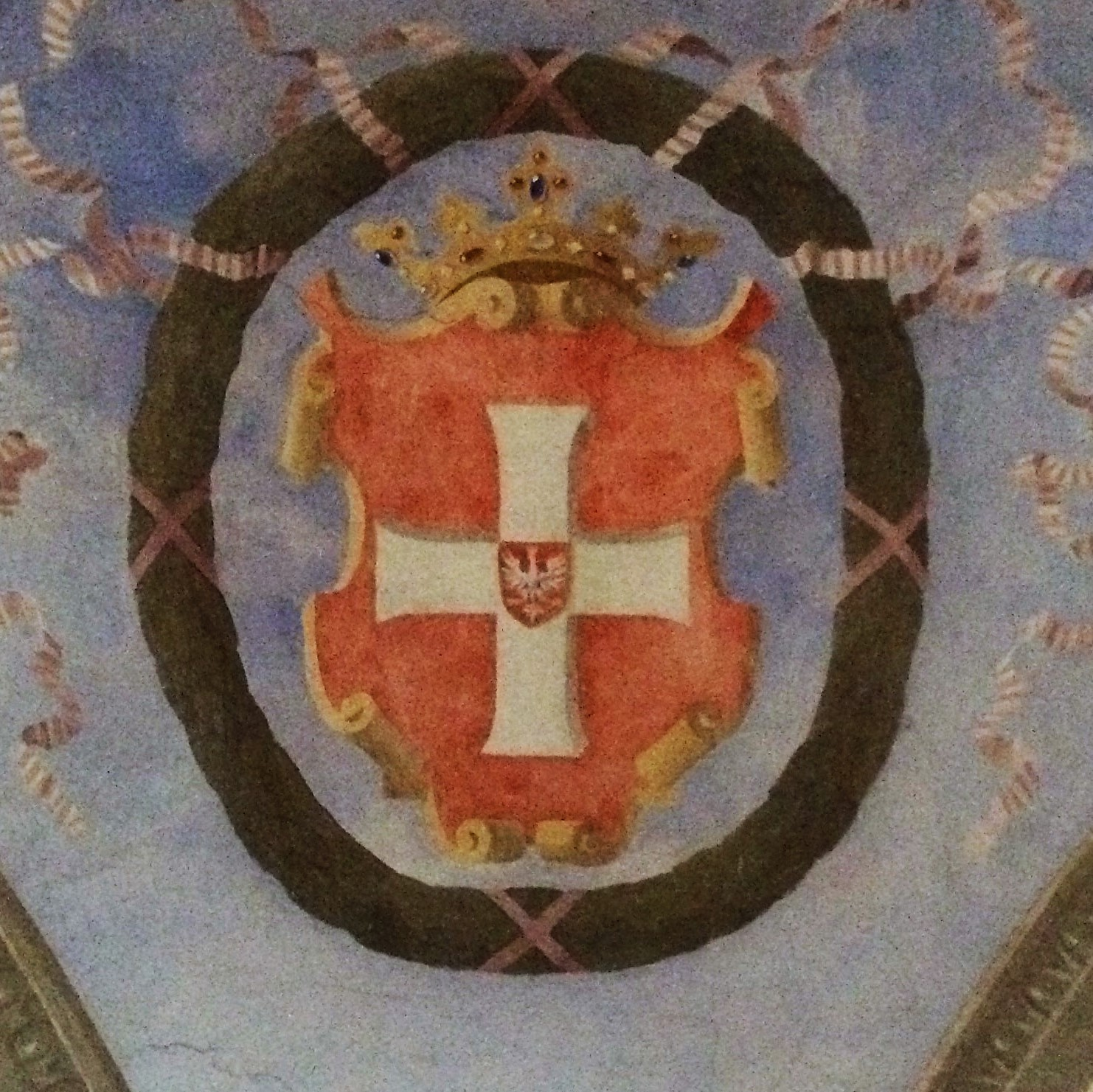
Герб в Посольском зале Королевского замка Варшавы, после 1720
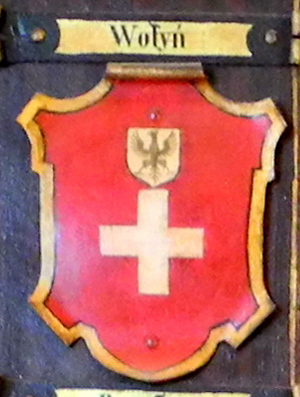
Герб воеводства с орлом на белом щите
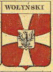
Герб из атласа 1764 года
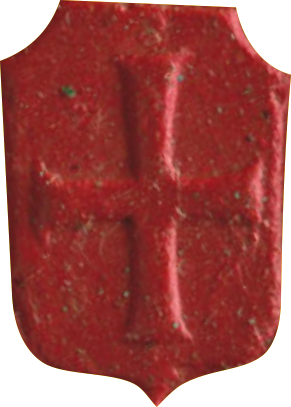
Герб с печати Великого князя Литовского Станислава Августа (1764—1795)